# Erdős-Straus-Vermutung
Die zahlentheoretische Erdős-Straus-Vermutung (nach den Mathematikern Paul Erdős und Ernst Gabor Straus) besagt, dass {\displaystyle {\tfrac {4}{n}}} stets einer Summe von drei positiven Stammbrüchen entspricht. Sie wurde im Jahr 1948 aufgestellt und ist eine von vielen Vermutungen von Paul Erdős.

## Die Vermutung
Die Gleichung {\displaystyle {\tfrac {4}{n}}={\tfrac {1}{a}}+{\tfrac {1}{b}}+{\tfrac {1}{c}}} besitzt für jedes natürliche {\displaystyle n\geq 2} eine Lösung, wobei {\displaystyle a}, {\displaystyle b} und {\displaystyle c} ebenfalls natürliche Zahlen sind.

Es ist unmittelbar klar, dass vier Stammbrüche immer reichen (man wähle für die Summanden viermal {\displaystyle {\tfrac {1}{n}}}). Die Vermutung entspricht der nächstkleineren Anzahl von Stammbruch-Summanden. 
Es gibt zwei Auffassungen, wie man eine solche Darstellung als Summe von drei Stammbrüchen verstehen kann. Man kann der Meinung sein, dass es egal ist, ob gewisse Nenner der einzelnen Stammbrüche gleich sind, man kann aber auch der Meinung sein, dass es nicht egal ist, ob gewisse Nenner der Stammbrüche gleich sind. Es macht aber für die Erdős-Straus-Vermutung für {\displaystyle n\geq 3} keinen Unterschied, ob gleiche Nenner erlaubt sind oder nicht:
Wenn es irgendeine Darstellung von {\displaystyle {\tfrac {4}{n}}} mit drei Stammbrüchen gibt, egal, ob gewisse Nenner gleich sind oder nicht, dann gibt es auf jeden Fall auch eine Darstellung mit verschiedenen Nennern. Man kann zwei Stammbrüche mit gleichen Nennern immer in zwei Stammbrüche mit unterschiedlichen Nennern umformen:
{\displaystyle {\frac {1}{2r}}+{\frac {1}{2r}}\qquad \quad \ \ ={\frac {1}{r+1}}+{\frac {1}{r(r+1)}}\qquad \qquad \quad } wenn der Nenner eine gerade Zahl ist
{\displaystyle {\frac {1}{2r+1}}+{\frac {1}{2r+1}}={\frac {1}{r+1}}+{\frac {1}{(r+1)(2r+1)}}\qquad } wenn der Nenner eine ungerade Zahl ist
Man kann also zwei Stammbrüche mit gleichem Nenner in zwei Stammbrüche mit zwei verschiedenen Nennern umformen. Sollte man dadurch abermals zwei gleiche Nenner (gemeinsam mit dem Nenner des dritten Stammbruchs) erhalten, wiederholt man diese Umformung so lange, bis man drei Stammbrüche mit drei verschiedenen Nennern hat.

## Geometrische Interpretation
Die geometrische Interpretation der Erdős-Straus-Vermutung liefert für jedes natürliche {\displaystyle n>1} einen Quader mit den Kantenlängen {\displaystyle a}, {\displaystyle b} und {\displaystyle c} ({\displaystyle a}, {\displaystyle b} und {\displaystyle c} natürliche Zahlen), so dass dessen 8-faches Volumen geteilt durch dessen
Oberfläche den Wert von {\displaystyle n} Längeneinheiten ergibt.

## Beispiele
- Falls eine Darstellung von {\displaystyle {\frac {4}{n}}} mit {\displaystyle n\geq 3} durch drei Stammbrüche existiert, gibt es auf jeden Fall mindestens eine Darstellung von {\displaystyle {\frac {4}{n}}} als Summe von 3 Stammbrüchen mit verschiedenen Nennern. Für den Fall {\displaystyle n=2} gibt es allerdings nur eine einzige Lösung, nämlich

{\displaystyle {\frac {4}{2}}={\frac {1}{1}}+{\frac {1}{2}}+{\frac {1}{2}}}
In diesem Fall gibt es keine Möglichkeit, verschiedene Nenner zu erhalten. In allen anderen Fällen ordnet man üblicherweise die Stammbrüche nach der Größe ihres Nenners, sodass {\displaystyle 0<a<b<c} gilt.
- Für die beiden Fälle {\displaystyle n=3} bzw. {\displaystyle n=4} gibt es jeweils nur eine einzige Lösung, nämlich

{\displaystyle {\frac {4}{3}}={\frac {1}{1}}+{\frac {1}{4}}+{\frac {1}{12}}\qquad } und {\displaystyle \qquad {\frac {4}{4}}={\frac {1}{2}}+{\frac {1}{3}}+{\frac {1}{6}}}
- Es gibt mitunter auch mehrere Lösungen dieses Problems, wie zum Beispiel für {\displaystyle n=5}, für welches es zwei Lösungen gibt:

{\displaystyle {\frac {4}{5}}={\frac {1}{2}}+{\frac {1}{4}}+{\frac {1}{20}}={\frac {1}{2}}+{\frac {1}{5}}+{\frac {1}{10}}}
- Die nächste Zahlenfolge gibt an, wie viele Darstellungsmöglichkeiten es für {\displaystyle {\frac {4}{n}}} in der Form {\displaystyle {\frac {1}{a}}+{\frac {1}{b}}+{\frac {1}{c}}} mit {\displaystyle 0<a<b<c} gibt (mit aufsteigendem {\displaystyle n=1,2,3,\ldots })

0, 0, 1, 1, 2, 5, 5, 6, 4, 9, 7, 15, 4, 14, 33, 22, 4, 21, 9, 30, 25, 22, 19, 45, 10, 17, 25, 36, 7, 72, 17, 62, 27, 22, 59, 69, 9, 29, 67, 84, 7, … (Folge A073101 in OEIS)
Beispiel 1:
An der n = 8. Stelle dieser Liste steht 6. Das bedeutet, dass es 6 Möglichkeiten gibt, den Bruch {\displaystyle {\frac {4}{8}}} mit drei Stammbrüchen darzustellen. Im Speziellen sind es die folgenden:
{\displaystyle {\frac {4}{8}}\quad ={\frac {1}{3}}+{\frac {1}{7}}+{\frac {1}{42}}\quad ={\frac {1}{3}}+{\frac {1}{8}}+{\frac {1}{24}}\quad ={\frac {1}{3}}+{\frac {1}{9}}+{\frac {1}{18}}\quad ={\frac {1}{3}}+{\frac {1}{10}}+{\frac {1}{15}}\quad ={\frac {1}{4}}+{\frac {1}{5}}+{\frac {1}{20}}\quad ={\frac {1}{4}}+{\frac {1}{6}}+{\frac {1}{12}}}
(Anmerkung: ein guter Online-Stammbruch-Rechner für kleine {\displaystyle n} ist auf  zu finden)
Beispiel 2:
Die Anzahl der verschiedenen Möglichkeiten, einen Bruch {\displaystyle {\frac {4}{n}}} als Summe dreier Stammbrüche darzustellen, kann (im Verhältnis zu {\displaystyle n}) sehr hoch, aber auch recht niedrig werden. Zum Beispiel kann der Bruch {\displaystyle {\frac {4}{960}}} (also für {\displaystyle n=960}) auf genau 4914 verschiedene Arten als Summe dreier Stammbrüche dargestellt werden. Hingegen kann der Bruch {\displaystyle {\frac {4}{937}}} (also für {\displaystyle n=937}) auf nur 27 verschiedene Arten als Summe dreier Stammbrüche dargestellt werden.

## Bemerkungen
- Multipliziert man die Gleichung {\displaystyle {\frac {4}{n}}={\frac {1}{a}}+{\frac {1}{b}}+{\frac {1}{c}}} mit {\displaystyle nabc} (bringt man also die Nenner weg), so erhält man die folgende diophantische Gleichung:

{\displaystyle 4abc=n\cdot (bc+ac+ab)}
Aufgrund der Tatsache, dass man es somit mit einer diophantischen Gleichung zu tun hat, kann man das in der Zahlentheorie beliebte  Lokal-Global-Prinzip anwenden: es kann aus der Lösbarkeit dieser diophantischen Gleichung modulo aller Primzahlen auf die Lösbarkeit der ursprünglichen Gleichung geschlossen werden.
- Für alle {\displaystyle n=4k} mit natürlichem {\displaystyle k\in \mathbb {N} } ist die Behauptung leicht mit {\displaystyle a=b=c=3k} nachzuweisen:

{\displaystyle {\frac {4}{n}}={\frac {4}{4k}}={\frac {1}{k}}={\frac {3}{3k}}={\frac {1}{3k}}+{\frac {1}{3k}}+{\frac {1}{3k}}}
- Auch der etwas allgemeinere Fall {\displaystyle n=2k} mit natürlichem {\displaystyle k\in \mathbb {N} } ist sehr einfach mit {\displaystyle a=k} und {\displaystyle b=c=2k} zu lösen:

{\displaystyle {\frac {4}{n}}={\frac {4}{2k}}={\frac {2}{2k}}+{\frac {1}{2k}}+{\frac {1}{2k}}={\frac {1}{k}}+{\frac {1}{2k}}+{\frac {1}{2k}}}.
- Um die Erdős-Straus-Vermutung zu lösen, reicht es aus, wenn man statt {\displaystyle {\frac {4}{n}}} nur Brüche der Form {\displaystyle {\frac {4}{p}}} mit primen {\displaystyle p\in \mathbb {P} } untersucht. Man kann die Erdős-Straus-Vermutung somit auf folgende Vermutung herunterbrechen:[6][7]

Die Gleichung {\displaystyle {\frac {4}{p}}={\frac {1}{a}}+{\frac {1}{b}}+{\frac {1}{c}}} besitzt für jede Primzahl {\displaystyle p\in \mathbb {P} }, {\displaystyle p>2}, eine Lösung, wobei {\displaystyle a}, {\displaystyle b} und {\displaystyle c} natürliche Zahlen sind.
- Wenn die Gleichung {\displaystyle {\frac {4}{n}}={\frac {1}{a}}+{\frac {1}{b}}+{\frac {1}{c}}} mit paarweise verschiedenen {\displaystyle a,b,c} keine ganzzahlige Lösung besitzt, dann gilt für jeden Primteiler {\displaystyle p} von {\displaystyle n}:[8]

{\displaystyle p\equiv 1{\pmod {24}}}
und daher gilt weiters:
{\displaystyle n\equiv 1{\pmod {24}}}
Daraus folgt außerdem, dass es für alle {\displaystyle n\not \equiv 1{\pmod {24}}} immer eine Lösung der Gleichung gibt. Für diesen Fall ist die Erdős-Straus-Vermutung somit gelöst.
- Sollte es tatsächlich ein Gegenbeispiel zur Erdős-Straus-Vermutung geben (wenn es also eine Bruchzahl {\displaystyle {\frac {4}{n}}} gibt, die nicht durch drei verschiedene Stammbrüche darstellbar ist), so muss dieses {\displaystyle n} eine der folgenden sechs Kongruenzen erfüllen:[9][10][11]

{\displaystyle n\equiv 1{\pmod {840}}}
{\displaystyle n\equiv 11^{2}=121{\pmod {840}}}
{\displaystyle n\equiv 13^{2}=169{\pmod {840}}}
{\displaystyle n\equiv 17^{2}=289{\pmod {840}}}
{\displaystyle n\equiv 19^{2}=361{\pmod {840}}}
{\displaystyle n\equiv 23^{2}=529{\pmod {840}}}
Die ersten beiden Primzahlen (und nur diese muss man abtesten, wie weiter oben schon erwähnt wurde), die eine der obigen sechs Kongruenzen erfüllen, sind {\displaystyle n=p_{1}=1009\equiv 169{\pmod {840}}} und {\displaystyle n=p_{2}=1201\equiv 361{\pmod {840}}}. Man kann erkennen, dass man relativ schnell recht hohe Werte für {\displaystyle n} erhält und man bei weitem nicht alle {\displaystyle n} durchtesten muss.
In  sind noch weitere, genauere Kongruenzbedingungen für {\displaystyle n} angegeben.
- Allan Swett zeigte im Jahr 1999, dass die Erdős-Straus-Vermutung bis {\displaystyle n=10^{14}} gilt. Serge E. Salez erweiterte diese Obergrenze im Jahr 2014 auf {\displaystyle n=10^{17}}.[12]

## Zerlegung in drei nicht notwendigerweise positive Stammbrüche
In der Einleitung wird erwähnt, dass es notwendig ist, dass die drei Stammbrüche, in die {\displaystyle {\frac {4}{n}}} zerlegt werden soll, positiv sein müssen. Wenn auch negative Stammbrüche erlaubt sind, kann man jede Bruchzahl der Form {\displaystyle {\frac {4}{n}}} in drei Stammbrüche zerlegen und die Vermutung wäre keine Vermutung mehr, sondern ein bewiesener mathematischer Satz. Sind negative Stammbrüche erlaubt, so gibt es zumindest zwei triviale Darstellungsmöglichkeiten für ungerade {\displaystyle n} (für gerade {\displaystyle n} wurde diese Vermutung schon im vorigen Abschnitt bewiesen):
Fall 1: {\displaystyle n=4k+1}
{\displaystyle {\frac {4}{4k+1}}={\frac {1}{k}}-{\frac {1}{k(4k+1)}}={\frac {1}{2k}}+{\frac {1}{2k}}-{\frac {1}{k(4k+1)}}}
Fall 2: {\displaystyle n=4k-1}
{\displaystyle {\frac {4}{4k-1}}={\frac {1}{k}}+{\frac {1}{k(4k-1)}}={\frac {1}{2k}}+{\frac {1}{2k}}+{\frac {1}{k(4k-1)}}.}
Als Variante für ungerade {\displaystyle n} gibt es auch die folgende Darstellung in drei Stammbrüche, bei der allerdings immer eine negativ ist:
{\displaystyle {\frac {4}{n}}={\frac {1}{(n-1)/2}}+{\frac {1}{(n+1)/2}}-{\frac {1}{n(n-1)(n+1)/4}}.}

## Mini-Erdős-Straus-Vermutung
- Eine Variante der Erdős-Straus-Vermutung ist die Mini-Erdős-Straus-Vermutung:

Die Gleichung {\displaystyle {\frac {3}{n}}={\frac {1}{a}}+{\frac {1}{b}}} besitzt für jedes natürliche {\displaystyle n\geq 2} eine Lösung, wobei {\displaystyle a} und {\displaystyle b} natürliche Zahlen sind.
Diese Vermutung ist falsch, da für die Gleichung {\displaystyle {\frac {3}{n}}={\frac {1}{a}}+{\frac {1}{b}}} genau dann keine Lösung für natürliche {\displaystyle a} und {\displaystyle b} existiert, wenn alle Primfaktoren von {\displaystyle n} die Form {\displaystyle 6k+1} haben.

## Verallgemeinerungen
Es folgen zwei Vermutungen, welche die Erdős-Straus-Vermutung ergänzen bzw. verallgemeinern:
- Der polnische Mathematiker Wacław Sierpiński stellte im Jahr 1956 die folgende Ergänzung der Erdős-Straus-Vermutung auf:[16][17]

Es existiert eine Zahl {\displaystyle N}, sodass die Gleichung {\displaystyle {\frac {5}{n}}={\frac {1}{a}}+{\frac {1}{b}}+{\frac {1}{c}}} für alle natürlichen {\displaystyle n\geq N} gelöst werden kann.
Mit anderen Worten: Ab einem gewissen {\displaystyle n} können alle Brüche der Form {\displaystyle {\frac {5}{n}}} durch drei Stammbrüche dargestellt werden.
- Der polnische Mathematiker Andrzej Schinzel verallgemeinerte die Erdős-Straus-Vermutung wie folgt:[18][17]

Für jede gegebene natürliche Zahl {\displaystyle m\in \mathbb {N} } gibt es ein {\displaystyle N}, sodass die Gleichung {\displaystyle {\frac {m}{n}}={\frac {1}{a}}+{\frac {1}{b}}+{\frac {1}{c}}} für alle natürlichen {\displaystyle n\geq N} gelöst werden kann.
Mit anderen Worten: Ab einem gewissen {\displaystyle n} können zu jedem {\displaystyle m} alle Brüche der Form {\displaystyle {\frac {m}{n}}} durch drei Stammbrüche dargestellt werden.